# Chōkai (1887)
Chōkai (jap. 鳥海) – kanonierka japońskiej marynarki wojennej, drugi okręt typu Maya. Wziął udział w wojnie chińsko-japońskiej i w wojnie rosyjsko-japońskiej.

## Budowa i opis
Budowane w stoczniach japońskich kanonierki typu Maya były niewielkimi okrętami o żelaznej, jak „Chōkai”, lub żelazno-stalowej konstrukcji. Dla odróżnienia od innych jednostek swego typu „Chōkai” miał namalowany na burcie czerwony pas. Okręty napędzały po dwie maszyny parowe podwójnego rozprężania o mocy 960 ihp (inne źródło: 700 hp); parę dostarczały dwa kotły cylindryczne, a dwie śruby nadawały prędkość 12 węzłów. Zapas węgla wynosił 60 t; kanonierki miały też w pełne ożaglowanie typu szkuner.
„Chōkai” zgodnie z pierwotnym planem był uzbrojony w ciężką armatę Kruppa 210 mm, o długości lufy 22 kalibry(L/22), jedną armatę 120 mm, L/22 i dwie sztuki broni maszynowej; okręt miał też taran. W późniejszym okresie okręt został przezbrojony w dwa działa 150 mm.

## Służba
W czasie wojny chińsko-japońskiej, we wrześniu 1894, „Chōkai” razem z kanonierkami „Maya”, „Tsukushi” i „Banjō” operował na Taedong-gang, wspierając działania wojsk lądowych; okręty nie brały udziału w bitwie u ujścia rzeki Jalu. Następnie okręt uczestniczył w operacjach przeciw Lüshun, w składzie 4. Eskadry Szybkiej, ostrzeliwując 6 listopada chińskie pozycje pod Dalian. 21 listopada, w dniu szturmu na miasto, kanonierka, wraz z innymi okrętami, atakowała forty na wschód od głównej twierdzy w Lüshun.
Podczas oblężenia Weihaiwei 30 stycznia 1895 wraz z resztą eskadry ostrzeliwał chińskie baterie nadbrzeżne; następnego dnia flotylla prowadziła działania pozoracyjne. 3 lutego jego eskadra prowadziła rozpoznanie skutków ostrzału pozostałych okrętów, a 7 lutego, razem z 2. i 3. atakowały fort na wyspie Ji. W nocy 5 lutego, wraz z bliźniaczym „Atago” pozorował atak na północne wejście do portu, by odwrócić uwagę od torpedowców zbliżających się wejściem wschodnim. Nocny atak japońskich torpedowców doprowadził do zatopienia pancernika „Dingyuan” i uszkodzenia krążownika „Laiyuan”. Po kapitulacji Weihaiwei „Atago” i „Chōkai” stacjonowały w porcie jako przedstawiciele japońskich sił okupacyjnych.
W czasie wojny rosyjsko-japońskiej „Chōkai” wraz z siostrzanym „Akagi” i torpedowcami eskortował statki, którymi Japończycy próbowali zablokować wejście na wewnętrzną redę Portu Artura (Lüshun) w nocy z 2 na 3 maja 1904 roku. Dwa dni później osłaniał lądowanie wojsk japońskich niedaleko Pikouzhen, prowadząc m.in. działania pozoracyjne, by odciągnąć uwagę obrońców od głównego miejsca desantu. Następnie wspierał wojska lądowe, zwłaszcza podczas bitwy o Jinzhou, przesmyk prowadzący do Portu Artura, 26 maja 1904. Płytko zanurzone kanonierki odegrały ważną rolę, bo ich stosunkowo ciężkie działa (4x120 mm na „Akagi” oraz 1x210 mm i 1x120 mm na „Chōkai”) były w stanie nieco zrównoważyć przewagę artylerii rosyjskiej, wyposażonej w armaty kal 120 i 150 mm, której japońska armia mogła przeciwstawić tylko lekką artylerię polową. Nieco dalej od brzegu operowały „Tsukushi” i „Heien”, które jednak musiały się wycofywać, gdy ustępował przypływ, podczas gdy 600-tonowe okręty zapewniały wsparcie cały czas, atakując rosyjskie baterie koło Nanguanling. Od trafień i odłamków rosyjskich pocisków zginął dowódca „Chōkai”, kpt. Hayashi; zginęło też dwóch marynarzy, a dwóch oficerów i trzech marynarzy zostało rannych; okręt nie został jednak poważnie uszkodzony. Następnie prowadził działania blokadowe, by we wrześniu znów wspierać oddziały lądowe atakujące główną twierdzę. W maju 1905, w składzie 7. Eskadry, stanowił część linii dozorowej, stacjonując w zatoce Oguchi. W czerwcu 1905 okręt w składzie 9. Flotylli 4. Eskadry uczestniczył w operacjach mających na celu zajęcie Sachalinu.
W 1908 okręt został wycofany ze służby we flocie i był używany jako jednostka ochrony rybołówstwa do 1914 roku, kiedy to został rozebrany.